# Масуд (султан Іраку)
Гіяс ад-Дін Масуд (*1108/1109 — 13 вересня 1152) — 4-й султан Іраку в 1134—1152 роках. Повне ім'я — Гіяс аль-Даула ад-Дін Абу'л-Фатх Масуд.

## Життєпис

### Молоді роки
Походив з династії Сельджукидів. Третій син Мухаммеда I, султана Великих Сельджуків. Народився у 1108 або 1109 роках, отримавши ім'я Масуд. Як ікту отримав Арран та аль-Джазіру під наглядом атабека Ай-Аба Джуюш-бека.
У 1118 році не брав участь у конфлікті старшого брата Махмуда II зі стрийком Ахмадом Санджаром. Після перемоги останнього у 1119 році Масуд отримав як намісник Мосул з північним Іраком та тебріз з південним Азербайджаном. Невдоволений своїм статусом у 1120 році підняв повстання проти брата Махмуда II, який став султаном Іраку. Проте у 1121 році зазнав поразки. За посередництва ак-Сонкора Бурсукі, атабека Мосула вдалося укласти мирний договір, який повернув статус-кво.
У 1131 році після смерті Махмуда II виступив проти небожа Дауда, якого було оголошено новим султаном Іраку. захопивши Багдад Масуд вступив в союз з братом Сельджук-шахом, який був меліком (правителем) Фарсу, Ісфагана і Хузістану. За угодою брати повинні були повалити Ахмад Санджара. Після цього Масуд ставав султаном великих Сельджуків, а Сельджук-шах його спадкоємцем. У битві при дейневері Масуд зазнав цілковитої поразки. Втім Санджар його помилував, дозволивши повернути Тебриз.
Втім вже у 1133 році разом з небожем Даудом повстав проти нового Іракського султана Тогрула II: Дауд діяв в Багдаді, а Масуд — в Аррані. Масуду вдалося перемогти Тогрула II, захопивши Рей, Казвін, Гамадан та Ісфаган. Проте вимушений рушити проти Дауда, який оголосив свою незалежність. Втім вже у 1134 році у битві при Казвіні Масуд зазнав поразки від Тогрула II, який незабаром захопив Гамадан. Але наступу Тогрула IIна Масуда і дауда завадила раптова смерть султана Іраку.
Дізнавшись про смерть Тогрула II, Масуд рушив до Гамадану, наказавши війську наздоганяти його. Прибувши туди раніше інших претендентів, Масуд придушив опір емірів Тугрул і посів трон. Ахмад Санджар визнав Масуда султаном Іраку. В свою чергу той визнав зверхність Санджара.

### Султан Іраку
Становище нового володаря не було певним. Халіф аль-Мустаршид вважав законним спадкоємцем Дауда і тому не визнавав Масуда новим султаном. У Багдаді в п'ятничній молитві вимовлялися імена Санджара і Дауда. Відносини між халіфом і султаном Іраку загострилися настільки, що халіф на чолі війська виступив з Багдада в напрямку Гамадану. Масуд в свою чергу рушив назустріч армії халіфа. У червні 1135 року між ними відбулася битва під Даймаргом, результатом якої була поразка військ халіфа і його полон. Полоненого аль-мустаршіда з належними почестями помістили в спеціально для нього споруджений намет. Масуд повідомив Санджар про ці події. Подальші події не чітко зрозуміли: за одними султан Великих Сельджуків наказав Масуду звільнити халіфа, але того вбили ісмаїліти, за іншими відомостями халіфа було вбито за намовою самого Санджара.
У 1135 році новий халіф ар-Рашид II відмовився сплачувати данину у 400 тис. динарів та визнав султаном Дауда, чим продовжив політику попередника. У відповідь султан Масуд рушив на Багдад, який захопив у 1136 році, перемігши війська халіфа та його союзника Імад ад-Діна Зенгі. Новим халіфом Масуд поставив аль-Муктафі. Останній визнав Масуда султана та оженився на його сестрі Фатімі-хатун.
Разом з тим загроза з боку Дауда не зникла. Той зумів закріпитися в Ширвані, а потім в Тебрізі. Також небезпека надходила від династії Зенгідів, яка стала майже незалежною з містами Алеппо і Мосул. Масуд доводилося постійно придушувати заколоти своїх емірів. У 1138 році у Фарсі повстав Мінгубарс, якого вдалося швидко перемогти. 
1139 році проти султана повстали еміри на чолі із Кара-Сункуром, правителем Аррану. Вони взяли в облогу столицю, змусивши Масуда стратити свого візира аль-Хазіна. Новим візиром став Ізз аль-Муль Тахір, що був ставленником Каоа-Сункура.
У 1139 році став самостійним Бузаба, емір в Фарсі, що виступив на підтримку Мухаммеда ібн Махмуда (небіжа Масуда). Він захопив та стратив брата султана — Сельджук-шаха, маліка Ісфагана. Задля підтримання великого війська Масуд значно збільшив роздавання ікта у порівнянні зі своїми попередниками. Все це послабило центральне керування державою. Проте султан мав ще достатньо військ для протидії Грузинському царству, яке намагаголася розширити володіння на Кавказі. Масуду вдалося відвоювати важливе місто Гянджа у царя Деметре I.
У 1141 році після поразки султана Ахмада Санджара від кара-китаїв у битві в Катванському степу, Масуд став майже повністю незалежним. Зусилля Санджара тепер були спрямовані на Схід, де також повстав хорезмшах Атсиз, а згодом й огузи в Балху. Масуд зрештою зумів зосередити зусилля проти небожа Дауда, який занадто посилився. Втім з ним вдалося домовитися через визнання спадкоємцем трону.
Разом з тим протягом 1140-х років кількість повстань проти влади Масуда збільшилося. Запеклою була боротьба проти Зенгідів, але без успіху. Стали фактично самостійними еміри з династії Ільдегізідів та атабеків Ахмаділідів з Мераге. У 1146 році вороги Масуда об'єдналися у велику коаліцію, що складалася з Зенгідів, Ільдегізідів, еміра Бузаби з Фарсу, Аббаса з Рея. Спочатку вони захопили Гамадан, а султан втік до Багдаду. Проте Масуда вдалося їх перемогти у липні 1147 році в битві біля Гамадану, де загинув емір Бузаба. Інших заколотників було страчено або вбито найманцями. Наприкінці року султан Масуд відновив владу у Фарсі, стративши Бузабу.
У 1148 році відбувся заколот частини війська, які підтримали претендента на трон — Малік-шаха, небожа Масуда. Султан опинився в складній ситуації. Лише втручання Ахмада Санджара врятувало ситуацію. Масуд вимушений був визнати того своїм спадкоємцем. При цьому видав за Малік-шаха свою доньку. З цього моменту почався розпад султанату: в Луристані затвердилася династія Хазараспидів, в Фарсі — Салгуридів, ще більше посилилися Ільдегізіди.
Масуд помер у 1152 році в Гамадані. Йому спадкував небіж Малік-шах III.